# Ліхново
Ліхново (пол. Lichnowo) — село в Польщі, у гміні Крамськ Конінського повіту Великопольського воєводства.
Населення — 196 осіб (2011).
У 1975-1998 роках село належало до Конінського воєводства.

## Демографія
Демографічна структура станом на 31 березня 2011 року:
|          | Загалом | Допрацездатний вік | Працездатний вік | Постпрацездатний вік |
| -------- | ------- | ------------------ | ---------------- | -------------------- |
| Чоловіки | 99      | 27                 | 61               | 11                   |
| Жінки    | 97      | 15                 | 58               | 24                   |
| Разом    | 196     | 42                 | 119              | 35                   |